# خومرانگتسه
خومرانگتسه (به لهستانی:  Chomranice) یک منطقهٔ مسکونی در لهستان است که در گمینا خومیتس واقع شده‌است. خومرانگتسه ۹۳۱ نفر جمعیت دارد.